# All-Star Game de la NBA 1986
El 36º All-Star Game de la NBA de la historia se disputó el día 9 de febrero de 1986 en el Reunion Arena de Dallas, Texas, ante 16.573 espectadores. El equipo de la Conferencia Este estuvo dirigido por K. C. Jones, entrenador de Boston Celtics y el de la Conferencia Oeste por Pat Riley, de Los Angeles Lakers. La victoria correspondió al equipo del Este, por 139-132, siendo elegido MVP del All-Star Game de la NBA el base de los Pistons Isiah Thomas por segunda vez en tres años, después del logrado en 1984, y que lideró al equipo del Este consiguiendo 30 puntos, 1 rebotes y 10 asistencias. A falta de 3:50 para el final y con el marcador 128-121 a favor del Oeste, el equipo del Este sacó a pista un quinteto inusual, con Thomas de base y cuatro hombres altos, Larry Bird, Kevin McHale, Buck Williams y Moses Malone, que surgió el efecto deseado, anotando un parcial de 18-4 que decidió el partido. Por parte del Este destacó también en anotación Larry Bird, que consiguió 23 puntos, mientras que por el Oeste fue la tripleta de los Lakers la que más brilló, con Kareem Abdul-Jabbar y James Worthy anotando 21 y 20 puntos respectivamente y Magic Johnson, que repartió 15 asistencias.
Se disputaron también el sábado anterior el Concurso de triples y el de mates. En el primero, en su primera edición, resultó ganador el alero de los Celtics Larry Bird, que ganó en la final a Craig Hodges por 22-12, y que además estableció un récord de 11 tiros anotados consecutivamente, todavía vigente. En el concurso de mates, el ganador fue un sorprendente Spud Webb, de Atlanta Hawks, que con tan sólo 1,70 de estatura doblegó a su compañero de equipo en la final y gran especialista, Dominique Wilkins.

## Estadísticas

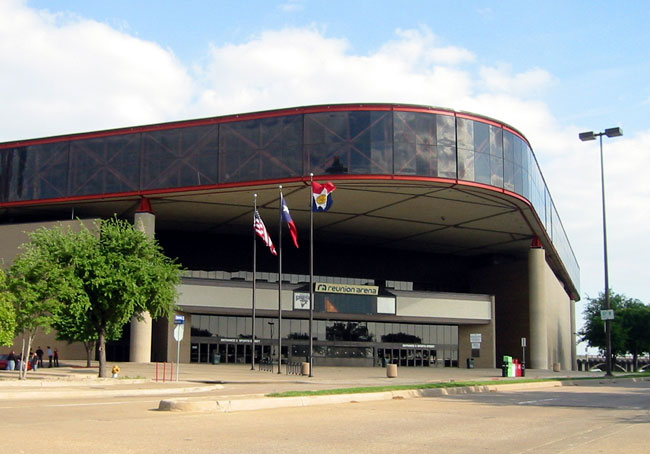
El Reunion Arena de Dallas, escenario del All-Star de 1986.

### Conferencia Oeste
| CONFERENCIA OESTE   |               |     |     |     |     |     |     |     |     |
| Jugador             | Equipo        | MIN | TCA | TCI | TLA | TLI | REB | AST | PTS |
| James Worthy        | L.A. Lakers   | 28  | 10  | 19  | 0   | 0   | 3   | 2   | 20  |
| Ralph Sampson       | Houston       | 21  | 7   | 11  | 2   | 2   | 4   | 1   | 16  |
| Kareem Abdul-Jabbar | L.A. Lakers   | 32  | 9   | 15  | 3   | 4   | 7   | 2   | 21  |
| Alvin Robertson     | San Antonio   | 20  | 2   | 6   | 0   | 0   | 9   | 5   | 4   |
| Earvin Johnson      | L.A. Lakers   | 28  | 1   | 3   | 4   | 4   | 4   | 15  | 6   |
| Rolando Blackman    | Dallas        | 22  | 6   | 11  | 0   | 0   | 4   | 8   | 12  |
| Artis Gilmore       | San Antonio   | 13  | 3   | 4   | 4   | 4   | 2   | 1   | 10  |
| Alex English        | Denver        | 16  | 8   | 12  | 0   | 0   | 1   | 2   | 16  |
| Adrian Dantley      | Utah          | 17  | 3   | 8   | 2   | 2   | 7   | 3   | 8   |
| Clyde Drexler       | Portland      | 15  | 5   | 7   | 0   | 0   | 4   | 4   | 10  |
| Hakeem Olajuwon     | Houston       | 15  | 1   | 8   | 1   | 2   | 5   | 0   | 3   |
| Marques Johnson     | L.A. Clippers | 13  | 3   | 6   | 0   | 0   | 3   | 2   | 6   |
| Totales             |               | 240 | 58  | 110 | 16  | 18  | 53  | 45  | 132 |

MIN: Minutos. TCA: Tiros de campo anotados. TCI: Tiros de campo intentados. TLA: Tiros libres anotados. TLI: Tiros libres intentados. REB: Rebotes. AST: Asistencias. PTS: Puntos

### Conferencia Este
| CONFERENCIA ESTE  |              |                                        |                                        |                                        |                                        |                                        |                                        |                                        |                                        |
| Jugador           | Equipo       | MIN                                    | TCA                                    | TCI                                    | TLA                                    | TLI                                    | REB                                    | AST                                    | PTS                                    |
| Julius Erving     | Philadelphia | 19                                     | 4                                      | 10                                     | 0                                      | 2                                      | 4                                      | 2                                      | 8                                      |
| Larry Bird        | Boston       | 35                                     | 8                                      | 18                                     | 5                                      | 6                                      | 8                                      | 5                                      | 23                                     |
| Moses Malone      | Philadelphia | 34                                     | 5                                      | 12                                     | 6                                      | 9                                      | 13                                     | 0                                      | 16                                     |
| Sidney Moncrief   | Milwaukee    | 26                                     | 4                                      | 11                                     | 7                                      | 7                                      | 3                                      | 1                                      | 16                                     |
| Isiah Thomas      | Detroit      | 36                                     | 11                                     | 19                                     | 8                                      | 9                                      | 1                                      | 10                                     | 30                                     |
| Buck Williams     | New Jersey   | 20                                     | 5                                      | 8                                      | 3                                      | 5                                      | 7                                      | 4                                      | 13                                     |
| Jeff Malone       | Washington   | 12                                     | 3                                      | 5                                      | 0                                      | 0                                      | 1                                      | 4                                      | 6                                      |
| Kevin McHale      | Boston       | 20                                     | 3                                      | 8                                      | 2                                      | 2                                      | 10                                     | 2                                      | 8                                      |
| Maurice Cheeks    | Philadelphia | 14                                     | 3                                      | 6                                      | 0                                      | 0                                      | 0                                      | 2                                      | 6                                      |
| Robert Parish     | Boston       | 7                                      | 0                                      | 0                                      | 0                                      | 2                                      | 1                                      | 0                                      | 0                                      |
| Dominique Wilkins | Atlanta      | 17                                     | 6                                      | 15                                     | 1                                      | 2                                      | 3                                      | 2                                      | 13                                     |
| Patrick Ewing     | New York     | Seleccionado, pero no jugó por lesión. | Seleccionado, pero no jugó por lesión. | Seleccionado, pero no jugó por lesión. | Seleccionado, pero no jugó por lesión. | Seleccionado, pero no jugó por lesión. | Seleccionado, pero no jugó por lesión. | Seleccionado, pero no jugó por lesión. | Seleccionado, pero no jugó por lesión. |
| Michael Jordan    | Chicago      | Seleccionado, pero no jugó por lesión. | Seleccionado, pero no jugó por lesión. | Seleccionado, pero no jugó por lesión. | Seleccionado, pero no jugó por lesión. | Seleccionado, pero no jugó por lesión. | Seleccionado, pero no jugó por lesión. | Seleccionado, pero no jugó por lesión. | Seleccionado, pero no jugó por lesión. |
| Totales           |              | 240                                    | 52                                     | 112                                    | 32                                     | 44                                     | 51                                     | 32                                     | 139                                    |

MIN: Minutos. TCA: Tiros de campo anotados. TCI: Tiros de campo intentados. TLA: Tiros libres anotados. TLI: Tiros libres intentados. REB: Rebotes. AST: Asistencias. PTS: Puntos

## Sábado

### Concurso de Mates
| Jugador                     | 1ª Ronda        | Semifinales    | Final       |
| --------------------------- | --------------- | -------------- | ----------- |
| Spud Webb (Atlanta)         | 141 (46+48+47)  | 138 (50+42+46) | 100 (50+50) |
| Dominique Wilkins (Atlanta) | EXENTOa         | 138 (46+47+45) | 98 (50+48)  |
| Terence Stansbury (Indiana) | 129b (34+47+48) | 132 (44+39+49) |             |
| Gerald Wilkins (New York)   | 133 (44+50+39)  | 87 (37+25+25)  |             |
| Jerome Kersey (Portland)    | 129 (39+43+47)  |                |             |
| Paul Pressey (Milwaukee)    | 116 (44+35+37)  |                |             |
| Roy Hinson (Cleveland)      | 112 (35+39+38)  |                |             |
| Terry Tyler (Sacramento)    | 110 (37+36+37)  |                |             |

aWilkins resultó exento en primera ronda al ganar el año anterior

bStansbury ganó a Kersey en un desempate